# Arbetslöshetskassan Vision
Arbetslöshetskassan Vision (A-kassan Vision) är en arbetslöshetskassa för offentligt och privat anställda tjänstemän i Sverige med anknytning till kommuner, landsting eller kyrkan. A-kassan har cirka 147 000 medlemmar, varav majoriteten är kvinnor. A-kassan bildades 1969 och dess uppdrag är att betala ut ersättning till medlemmarna vid arbetslöshet i enlighet med bestämmelserna i lagen om arbetslöshetsförsäkring.